# Kanton Écury-sur-Coole
Écury-sur-Coole is een voormalig kanton van het Franse departement Marne. Het kanton maakte deel uit van het arrondissement Châlons-en-Champagne.
Het werd opgeheven bij decreet van 21 februari 2014 met uitwerking in maart 2015.

## Gemeenten
Het kanton Écury-sur-Coole omvatte de volgende gemeenten:
- Athis
- Aulnay-sur-Marne
- Breuvery-sur-Coole
- Bussy-Lettrée
- Cernon
- Champigneul-Champagne
- Cheniers
- Cheppes-la-Prairie
- Cherville
- Coupetz
- Écury-sur-Coole (hoofdplaats)
- Faux-Vésigneul
- Jâlons
- Mairy-sur-Marne
- Matougues
- Nuisement-sur-Coole
- Saint-Martin-aux-Champs
- Saint-Pierre
- Saint-Quentin-sur-Coole
- Sogny-aux-Moulins
- Soudron
- Thibie
- Togny-aux-Bœufs
- Vatry
- Villers-le-Château
- Vitry-la-Ville